# Râul Cerna, Mureș
Râul Cerna (numit uneori și Cerna Hunedoreană sau Cerna Ardeleană) izvorăște din Munții Poiana Ruscă, străbate Ținutul Pădurenilor, alimentează Lacul Cinciș, trece prin orașul Hunedoara și se varsă în  Râul Mureș.
Râul Cerna este unul dintre afluenții principali ai Mureșului, el având un debit mare  la vărsarea lui în acest râu, la vest de orașul Simeria. 
Originea cuvântului « Cerna » provine din slavonă și înseamnă « apa neagră », deoarece atunci când plouă mult și repede, apa râului își schimbă culoarea, tulburându-se. 
Izvoarele Cernei se afla în Munții Poiana Ruscăi, iar cele două ramuri ale sale se unesc în satul Hajdău. 
Ramura de nord izvorăște în apropierea satului Vadul Dobrii, iar cea de sud e alimentata de mai multe pârâuri - Fântâna, Bordu, Negoiu, Ciumița- care izvorăsc de sub poalele vârfului Rusca, la o altitudine de aproximativ 1.200 metri.
Este unul dintre cele mai mari și importante râuri ale județului, lungimea sa fiind de 73 de km, dintre care 65 km sunt străbătuți prin masivul Poiana Ruscăi. Suprafața de colectare este foarte mare, 740 km².
Râul Cerna este alcătuit din trei segmente: primul segment, care începe odată cu izvoarele râului și ține până la vărsarea acestuia în Barajul Cinciș-Cerna, segmentul mijlociu este cuprins de la ieșirea râului din baraj până în apropiere de periferia orașului Hunedoara, iar ultimul segment se termină odată cu vărsarea râului în Mureș. 
În aval de Lunca Cernii traversează Cheile Cernii, apoi șesul aluvial pe care se află satele Hășdău și Dăbâca, pentru a ajunge printr-o vale săpată adânc, în lacul de acumulare Cinciș. În continuare, albia Cernei urmărește zona marginală a reliefului muntos, în dreptul comunei Teliucu-Inferior și iese în dreptul municipiului Hunedoara.
În cursul superior, Cerna primește ca afluenți principali Cernișorița (Lătoroasa), Negoiul, Valea Bălții (Bunila) și Vălărița.
În aval de lacul de acumulare Cinciș, colectează apele a doi importanți afluenți: Valea Govâjdiei și Valea Zlaști-care se varsă în Cerna în apropiere de Castelul Corvineștilor.
În aval de Hunedoara, Cerna primește drept afluenți Valea Peștișului, Valea Cristurului și Valea Ursului.

## Caracteristici fizico-geografice

### Relieful bazinului Cerna
Teritoriul străbătut de râul Cerna se compune din unități montane, cărora le sunt intercalate întinse spații depresionare cu caracter colinar.
Valea Cernei, de la izvoare până la Lacul de acumulare Cinciș-Cerna este strâmtă și adâncă, adică din cauza munților ce se apropie tot mai mult de albia râului, formând adevărate chei și defileuri. 
Între Teliucul-Inferior și Hunedoara, albia străbate un defileu stâncos. De la confluența cu acest râu, albia Cernei se  lărgește formând o frumoasă și fertilă vale, mai largă cu cât se apropie de Mureș.
Predomină fragmentarea reliefului, cu valori de 3 km/km². Văile care fragmentează masivul sunt în general adânci și strâmte, atât din cauza calcarelor jurasice pe care le străbat în partea de est, cât și din cauza ridicării acestor munți pe verticală, începând din pliocen. Văile au fost locuite, în consecință, foarte puțin, așezările fiind dispuse mai cu seamă pe culmile însorite și domoale, sub forma unor cătune adunate, cum este cazul localităților Vadu Dobrii, Ghelari, Lunca Cernii, Poiana Răchițelii etc.
Din punct de vedere geo-morfologic se constată efecte de eroziune și forme de relief determinate de acestea. Zona dolomitelor - folosite și la construcția Castelului Corvineștilor - este străbătută de văi cu pereți abrupți.

### Clima
Clima acestei zone poate fi încadrată într-un climat continental temperat ,putându-se afirma că există un microclimat hunedorean cu nuanțe banatice datorat unor elemente locale, precum forma de căldare a reliefului localității a stratul de pulberi aflat în atmosferă și a râului Cerna. 
Râul, fiind situat în zona subcarpatică are un climat carpatic.
Temperatura medie anuală este de +9,6˚C, media lunii celei mai reci -ianuarie- este de -2,8˚C și media lunii celei mai calde este de +20,2˚C în luna iulie. În timpul iernii temperatura scade la -20˚C, -25˚C, iar vara poate atinge temperaturi de +40˚C. Din cauza curenților de aer care provin de la râul Cerna, în unele perioade ale anului, temperaturile sunt mai scăzute decât în regiunile alăturate. 
Temperaturile extreme evidențiază o amplitudine termica absolută de 71,3˚C. 
În cursul anului numărul mediu al zilelor cu îngheț ajunge la valoarea de 160-165 pe culmile montane, și la 125-136 în ariile depresionare și în culoarele de văi mai adânci. Durata medie a zilelor fără îngheț este de 195-200 zile, prima zi cu gheață fiind, de obicei, la mijlocul lunii octombrie și ultima la sfârșitul lunii martie.
Vânturile prezintă o mare diferențiare teritorială condiționată de particularitățile create de treptele reliefului, care modifică multe dintre însușirile specifice curenților de aer din direcția vest. Frecvența vânturilor vestice este de circa 14-15,0 %, iar a celor din nord-vest și nord de 12-14,0%.
Iarna dinspre Sud Est suflă Austrul, cu o viteză de aproximativ 10m/s.  
Vânturile caracteristice lunii mai au direcția predominantă sud-vest, iar vânturile lunilor iunie-august au direcția est-nord-est și est.
Ploile cad regulat (800 ml/m²). Cele mai abundente precipitații atmosferice cad în luna iulie, iar luna cea mai săracă în precipitații este februarie. Media multianuală a cantității de precipitații este cuprinsă între 600-700 mm.
Zăpada cade de obicei la sfârșitul lunii decembrie-începutul lunii ianuarie, stratul atingând uneori grosimea de 30-40 cm.
Presiunea atmosferică este în medie/an de 742 mm Hg variind între maxima de 762 mm Hg în luna decembrie și minima de 732 mm Hg în luna iulie. 

### Solurile
Din punct de vedere geologic, bazinul hidrografic al râului Cerna aparține masivului Poiana Ruscăi. Până în Hunedoara, este constituit din șisturi cristaline peste care s-au depus formațiuni terțiare și apoi cuaternare. De la Hunedoara spre Nord aparține neogenului depresiunii.
În cuprinsul luncilor, pe depozite aluviale sau aluvio-proluviale, s-au format soluri aluviale, sub pajiști mezohidrofile, cu grosimi limitate la 20-30 cm. Cantitățile de humus sunt reduse , 2-5 %, solul necesitând fertilizare și măsuri de prevenire a excesului de umiditate.
În depresiunea Hunedoarei apar solurile cernoziomoide, pseudorendzine și vertisolurile, solurile brune, brune podzolite și solurile podzolice argioiluviale.
Constatăm că în zona Hunedoarei predomină grupa solurilor automorfe și hidromorfe; de asemenea în proporții mai reduse întâlnim grupa solurilor litomorfe, asociații montane și submontane se soluri automorfe și soluri slab dezvoltate. Din grupa solurilor montane și submontane fac parte solurile silvestre podzolice brune și brune gălbui, precum și solurile silvestre podzolice.
Din grupa solurilor litomorfe întâlnim rendzine roșii-brune  și "terra rossa", sub formă de petice. 
Solurile „terra rossa” prezintă un profil diferențiat textural de cel al solurilor brune acide, cu un colorit roșiatic închis în partea superioară în stare umedă, cu fragmente de calcar, care înaintează în profunzime până la 200-500 metri. Spre alocuri „terra rossa” evoluează spre soluri podzoloce roșii, unde folosința lor se raportează nu numai la păduri și pășuni, ci și la pomi fructiferi, cereale și plante tehnice.
Solurile slab dezvoltate sunt reprezentate prin cele aluviale cu carbonați din lunca văii Cernei .
În ceea ce privește conținutul în argilă, acesta nu depășește grosimi de 100-120 cm, înlesnind declanșarea unor alunecări de teren, în timp ce calitativ humusul  ajunge la 2-5 % în aria terenurilor cultivate și depășește 5% sub  păduri. 

### Resursele solului
Valea Cernei beneficiază de o varietate a resurselor de subsol și se prezintă cu un veritabil depozit de substanțe minerale utile, în special minereuri de fier, zinc, talc, marmură, dolomite și calcare. 
Din Masivul Poiana Ruscai fac parte șisturi cristaline mezometamorfice care sunt importante în zăcăminte de fier, găsindu-se ca depozite lentiforme de siderită de lungimi și grosimi variabile,  transformată în limonită în zona de oxidație.
Câmpul cel mai important începe pe linia de la Hunedoara și se continuă pe linia Teliuc-Ghelari-Vadu Dobrii-Poiana lui Filimon.
Zăcămintele din acest câmp sunt alcătuite, în special, de siderită legată genetic de calcare cristaline și șișturi clorito-sericitoase ca minereu primar aflat în adâncime și din limonită, aflată mai la suprafață.
O altă bogăție naturală a pământului o constituie dolomita de calitate superioară, ce reprezintă o varietate de calcar în care carbonatul de calciu este amestecat în proporții variabile cu dolomita și conține un procent de mangan. 
Calcarele dolomitice se întind de la Hunedoara până la Lelese, exploatările principale aflându-se la Crăciunoasa și Lelese.
În vest, în zona Lelese și Gojâdia se află zăcăminte de talc, de o calitate superioară. El este de culoare alb-sidefie, e moale și ușor, găsindu-se sub formă de lentile fără continuitate între ele, de lungimi și grosimi variabile. 
De asemenea, în zona localității Alun se află un important strat de marmură.
Foarte necesare construcțiilor, nisipurile, balastul, piatra de construcție, care se găsesc în zonă, sunt extrase din dealurile Teliucului-Mic(acolo unde se află o carieră de piatră), Zlaștului, Hășdatului sau din albia râului Cerna.

### Vegetația
Subarboretumul este caracterizat prin prezența boschetelor de liliac sălbatic (Syringa vulgaris), care dau peisajului o notă caracteristică. Alături de liliac crește mojdreanul (Fraxinus ornus), alunul (Corylus avellana), cornul(Cornus mas), lemnul câinelui(Lygustrum vulgare), dârmozul(Viburnun lantana),lemnul râios (Evorynus verrucosa), păducel (Crataegus monogyna), iar printre acestea se întind lianele curpenului ( Clematis vitalba).
De asemenea există diferite plante, unele dintre ele medicinale, folosite de localnici: podbal, nalba, lumânărica, sunătoarea, măselarnița, izma creață, creasta cocoșului, cimbrișorul. Primăvara, în pădure se formează un „covor” de brândușe(Colchicum autumnale), ghiocei și toporași.
Pe pajiști și fânețe apar plante ierboase comune pentru întrega țară și anume: gramineele furajere, diferite specii de trifoi, precum și florile de primăvară. În subzona pădurilor amestecate de fag (Fagus silvatica) și gorun (Querus petraea), gorunul se instalează pe coastele sudice – care sunt mai luminoase. Vegetația forestieră de câmpie este slab reprezentată, stejarul (Quercus pedunculatus) este foarte rar și apare amestecat cu carpenul (Carpinus betulus). Dintre arbuști cel mai des întâlniți sunt sângerul(Cornus sanguinea)și socul(Sambucus nigra).
Există diverși arbuști ca: alunul (Corylus avellana), măceșul (Rosa canina), murul (Rubus fructimosus). Cea mai joasă treaptă de relief (lunca), este reprezentată de pâlcuri formate din sălcii, răchite, arini, plopi. 

### Fauna
Repartiția, densitatea și bogăția faunei sunt în legătură directă cu altitudinea reliefului, specificul florei și impactului factorului antropic asupra arealurilor de dezvoltare ale acesteia.
Fauna este reprezentată în principal printr-un număr mare de insecte, în special de lepidoptere (fluturi), precum unele specii euro-siberiene(Eudia Pavonica, Inochis io, Aglais urticae, Nymphalis rivularis, Satyrus dryras Scop)dar și euro-asiatice(Papilio machaon, Nemeobius lucina)
Printre animalele care viețuiesc în pădurile din jurul râului  se numără: ursul (Ursus arctos), mistrețul(Sus Scrofa), vulpea(Canis vulpes), lupul(Canis lupus europaeus), iepurele(Lepus europaeus), viezurele(Meles meles), căprioara (Capreolus capreolus), ariciul(Erinaceus europaeus), nevăstuica (Mustela nivalis), dihorul(Mustela putorius). Unele dintre aceste animale  atacă gospodăriile localnicilor, provocând pagube.
Dintre păsările caracteristice zonei amintim ciocănitoarea verzuie (Picus canus), gaița (Garrulus gladorius), pupăza (Upupa epops) și corbul (Corvus corax), pasăre cuprinsă ca piesă principală și în blazonul Huniazilor.
În zona pădurilor de șes până la cele de munte se întâlnește și stăncuța(Corvus monedula), gaița(Garrulus glandarius), cinteza(Fringilla coelebs), pițigoiul(Parus caeruleus).
La lacul de acumulare Cinciș s-au statornicit rațele sălbatice, iar în pădurile din apropiere au început să apară fazani.
Fauna ichtiologică este reprezentată prin păstrăv (Salmo trutta fario) care ajungea până în zona municipiului Hunedoara, retrăgându-se -în acest moment- mult în amonte datorită poluării Cernei. Se mai întâlnesc, tot mai rar, cleanul (Leuciscus cephalus), știuca (Exox lucius), mreana (Barbus barbus). 

## Populația și habitatul uman

### Populația
Zona străbătută de râul Cerna a fost locuita din cele mai vechi timpuri, lucru atestat de numeroasele cercetări arheologice desfășurate în zonă. 
Până în secolul XIII evoluția acestei demografică a acestei zone nu poate fi urmărită pe baza izvoarelor scrise, iar puținele informații existente nu oferă certitudini. 
Date  scrise asupra populației avem doar începând cu anul 1512; conform „Registrului de socoteli al domeniului Hunedoara”, în târgul din Hunedoara erau în acel an 196 familii de târgoveți și iobagi, în total 980 de persoane. Probabil numărul era mai mare, deoarece în registru erau trecuți doar cei care plăteau censul.
Creșterea populației s-a realizat, până în 1948, mai mult ca urmare a sporului natural de populație. Probabil o oarecare mișcare a existat în jurul anului 1895, când fluxul de populație s-a limitat la împrejurimile orașului. O altă mișcare migratorie s-a produs în perioada celui de-al doilea război mondial, când furnalele reintrau în funcțiune pentru satisfacerea producției necesare armatei; multe familii au venit în această zonă, așezându-se în Hunedoara sau în împrejurimi.
Din punct de vedere etnic, populația este omogenă, mare majoritate a locuitorilor fiind de naționalitate romană. Alături de aceștia trăiesc unguri, germani, sârbi, romi, greci, evrei veniți de-a lungul timpului în această zonă.
Densitatea este mică, aproximativ 77,4%, sub media pe țară, datorită reliefului predominant muntos care determină concentrarea populației în zonele depresionare. Natalitatea în anul 1997 era de 10,2%, iar mortalitatea de 11,8% .

### Așezările umane

#### Așezările urbane

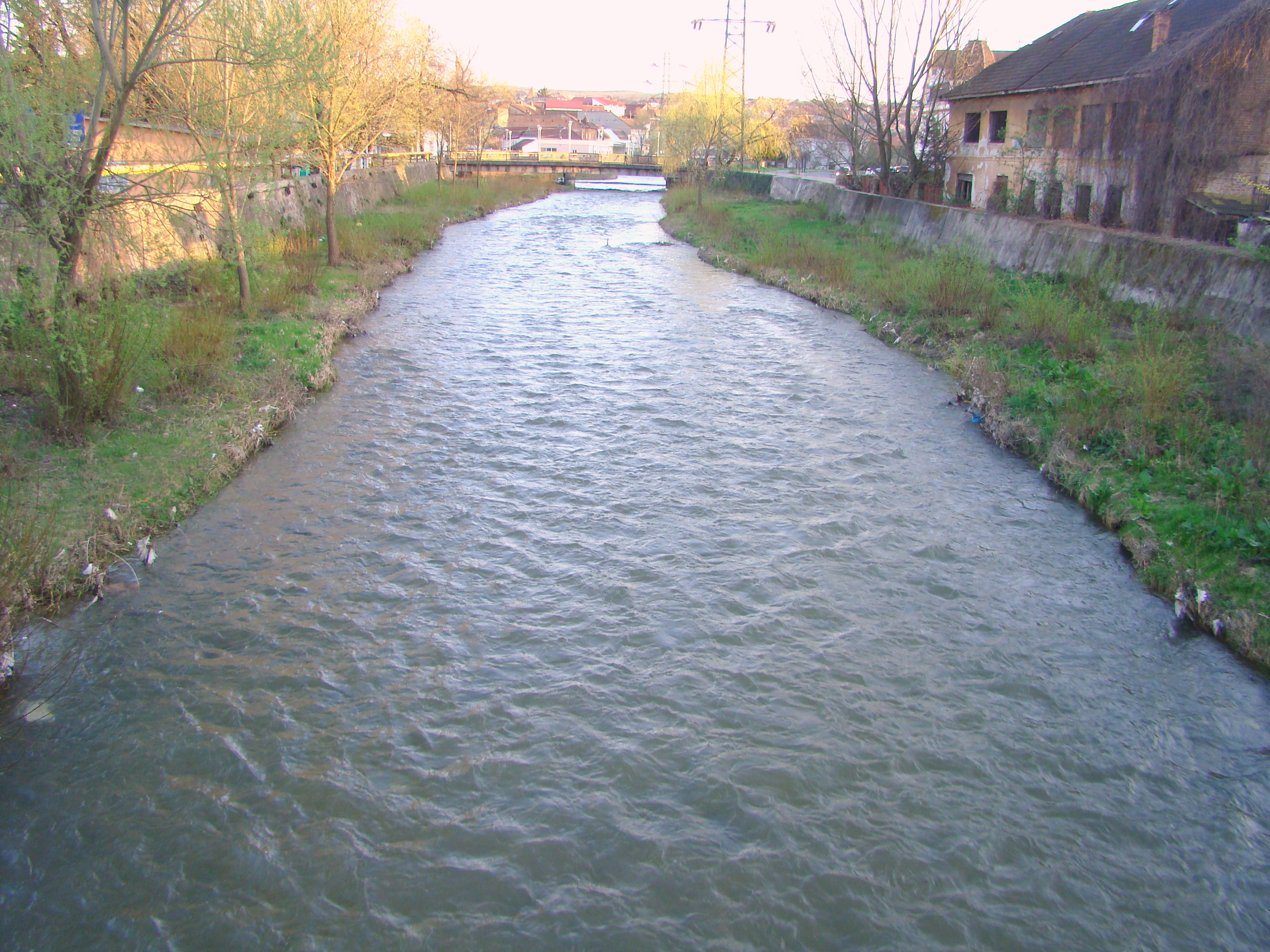
Râul Cerna în Hunedoara

Hunedoara este un municipiu situat la 220 - 270 m altitudine, pe Valea Cernei, la poalele estice ale Munților Poiana Ruscăi, având o suprafață de 100 km ², aproximativ 2% din suprafața totală a județului.
La Nord se află Munții Metaliferi, la Sud Munții Retezat, la Est Munții Sebeșului, iar la Vest se întind Munții Poiana Ruscăi. 
În teritoriul administrativ al municipiului sunt incluse localitățile Boș, Groș, Hășdat, Peștișu Mare, Zlaști. 
Prima menționare documentară este scrisă în 1267 - „Castrum Nostrum Hunod”, în ea vorbindu-se despre sediul unui magistrat regal și măiestria meșterilor tăbăcari, pielari și cojocari care locuiau în acest târg. 
În 1409 regele Sigismund de Luxemburg cedează cetatea familiei Corvineștilor, care o vor transforma într-o reședință medievală.
La sfârșitul secolului XIX au fost construite funicularele și căi ferate înguste, iar între anii 1882-1884 au fost puse în funcțiune primele trei furnale. 
În 1919 au luat ființă „Uzinele de Fier Hunedoara” – proprietate de stat .

#### Așezările rurale
Așezările rurale s-au dezvoltat dintre munți și dealuri și dintre dealurile și văile depresionare. Aceste poziții geografice deosebit de favorabile oferă posibilitatea locuitorilor să practice atât cultura plantelor cât și pomicultura, dar mai ales creșterea animalelor. 
Structura și mărimea satelor este determinată de forma de relief; astfel, în Munții Poiana Ruscăi există sate mici de tip risipit, în timp ce satele aflate pe valea Cernei sunt mijlocii, cu structură răsfirată.
De asemenea, în Munții Poiana Ruscăi satele evită văile înguste cu versanți abrupți, dezvoltându-se pe culmile interfluviale netede. 
Acestea sunt câteva dintre comunele care sunt situate pe  valea Cernei și satele din care sunt compuse:
	Teliucu Inferior:
	Este situat la o distanță de 5 km de Hunedoara, având o populație de 2,657 locuitori,din care 1,266 bărbați iar 1,391 femei,  fiind una din cele mai importante localități situate pe râul Cerna.
	Din punct de vedere administrativ, are incluse în teritoriu satele Cinciș-Cerna, Izvoarele, Teliucu Superior, Teliucu Inferior.
	A fost un important centru economic, până la închiderea minei din care se extrăgea minereul necesar bunei funcționări a Combinatului Siderurgic din Hunedoara. Din mină se extrăgeau minereuri de fier, diatomită și calcar.
	În ultima subvențiilor acordate de Uniunea Europeană, în Teliuc s-au deschis mai multe firme, fapt care a determinat scăderea procentului  de șomaj din zonă; industria este bazată pe prelucrarea lemnului, textilă, fabrici de porțelan, de mase plastice.
		Toplita:
	Are o populație de 861 de locuitori și include nouă sate: Curpenii Silvașului, Dăbâca, Dealu Mic, Galeș, Hășdău, Mosoru, Toplița, Vălarii. 
	Industria este bazată pe exploatarea lemnului provenit din pădurile din zonă și creșterea animalelor: oi, vaci, cai.

## Caracteristici  economico - geografice

### Industria si economia
După anul 1990, o dată cu trecerea la economia de piață, în această zonă a început un proces de restructurare economică.
	O serie de unități economice de stat existente au fost privatizate sau transformate în regii autonome, în paralel apărând numeroase unități mici și mijlocii, cu capital privat
	În economia ponderea o deține industria din care predominante (peste 62%) sunt ramurile industriei miniere și metalurgice; o pondere importanta o dețin și ramurile: energie electrica, exploatarea și prelucrarea lemnului, materialele de construcții, industria ușoară, chimie alimentara, artizanat etc.
	Principalele produse ale industriei sunt: cărbune, fonta, otel, laminate, energie electrica, var, ciment, prefabricate din beton armat, minereu de fier, țesături matase, confecții tricotaje, cabluri electrice pentru mașini. 
	Acestea sunt câteva din cele mai importante firme:
Arcelor Mittal
Siderurgica Hunedoara a fost al doilea mare combinat siderurgic cu activități integrate din țară, jucând un rol foarte important în economia României prin faptul că era parte a unui lanț de furnizori și utilizatori cu multe ramificații. Ca urmare a adoptării unei strategii de privatizare în industria siderurgică, Guvernul României a decis să ofere Companiei șansa dezvoltării prin privatizare.
	În anul 2000, APAPS a vândut combinatul americanilor de la Noble Ventures, însă un an mai târziu statul a reziliat contractul. Combinatul Siderurgic Hunedoara a fost preluat în anul 2002 de grupul Mittal Steel din India, care deține titlul de cel mai mare producător de otel pe piața românească.
	Privatizarea s-a dovedit a fi una de succes având în vedere faptul ca de la pierderi de 1.139 de miliarde de lei înregistrate în 2003, societatea a ajuns la un profit de 7.409 miliarde în 2004.

### Agricultura
Preocupările de bază ale poporului român au fost, de-a lungul timpului, agricultura și creșterea animalelor. Și în această zonă se practicau aceste îndeletniciri, adăugându-se și exploatarea rudimentară a fierului, prin minerit și prin cuptoare care scoteau fierul direct din minerit. Se practica o agricultură cu caracter purtător, cu desțelenire împrejurul vetrei satului pentru a evita secătuirea pământurilor. Se cultivau diverse cereale, plante textile și zarzavaturi și erau crescute vite.
Majoritatea preocupărilor s-au păstrat până în ziua de azi. Sunt cultivate cereale cum ar fi grâul, porumb, secară, orz, ovăz. 
Sunt crescute vite- boi, vaci, capre, oi- porci, cai, galonacee, iar păstoritul este transhumant, determinat de relief, climă și vegetație. 
În sfera preocupărilor agricole intră și cultivarea zarzavaturilor precum cartoful, ceapa, varza, mazărea, fasolea, morcovul, gulia, lintea, salata.
De asemenea, se acordă atenție și pomiculturii, existând numeroase livezi de meri, pruni, peri, nuci și alți pomi. Nici cultivarea viței-de-vie nu este neglijată, dar este cultivarea ei se realizează pe suprafețe reduse.

## Poluarea  și  protecția  mediului
Râul Cerna este poluat cu apele uzate cu conținut ridicat de calciu; în amonte de barajul de acumulare are capacitatea biogenetică 6, iar pană la Hunedoara, aceasta ajunge la 0.
	Până la barajul Cinciș, Cerna este de categoria a II de calitate, iar după Hunedoara este complet degradat. 
La Sântuhalm sunt prezente cianuri între 0.02 mg/l, fenoli 0.05-0.1 mg/l, uleiuri până la 68-213 mg/l, O² dizolvat ajunge până la 6,5 mg/l, iar nespensile cresc de la 37 la 440.9 mg/l, creând un mediu abiotic.
Principalele surse de poluare a aerului de pe cursul râului Cerna sunt: unitățile siderurgice SC Mittal Steel SA Hunedoara, unitățile de producere a materialelor de construcție , SC Macon SA Deva, SC Talc Dolomită SA Zlaști.
SC Mittal Steel SA Hunedoara varsa în râul Cerna ape uzate evacuate prin 23 de canale de evacuare ale unității, ca materii prime Nichel placi cu o concentrație de 29474 Kg/2000 și FeCrNi cu o concentrație de 5600 kg din care  %Ni. Necesități de retehnologizare - Stocate ca deșeuri: apa și naftalina 150 mc naftalina bruta 70 mc; naftalina 6 mc; depuneri de naftalina 10 mc.
Calitatea aerului în zona Hunedoara – Numărul de probe depășite a scăzut pentru pulberi în suspensie de la 11, înregistrate în anul 2002, la 3, în anul 2005, concentrația maximă înregistrată în 2002 fiind de 1,588 mg/mc aer/24 h, în comparație cu anul 2005 când s-a înregistrat valoarea de 0,219 mg/mc aer/24 h. Pentru indicatorul pulberi sedimentabile în anul 2002 s-a înregistrat un număr de 8 depășiri, față de 2005 când s-au înregistrat 3 depășiri, concentrația maximă înregistrată în 2002 fiind de 21,120 g/mp/lună, față de 18,990 g/mp/lună, în 2005;
Calitatea solului este semnificativ afectată în zonele în care există depozite de deșeuri industriale sau menajere. Exploatațiile miniere dețin o pondere însemnată datorită depozitării sterilului, infiltrării în sol a substanțelor chimice toxice până la nivelul pânzei freatice.